# Список генетических журналов

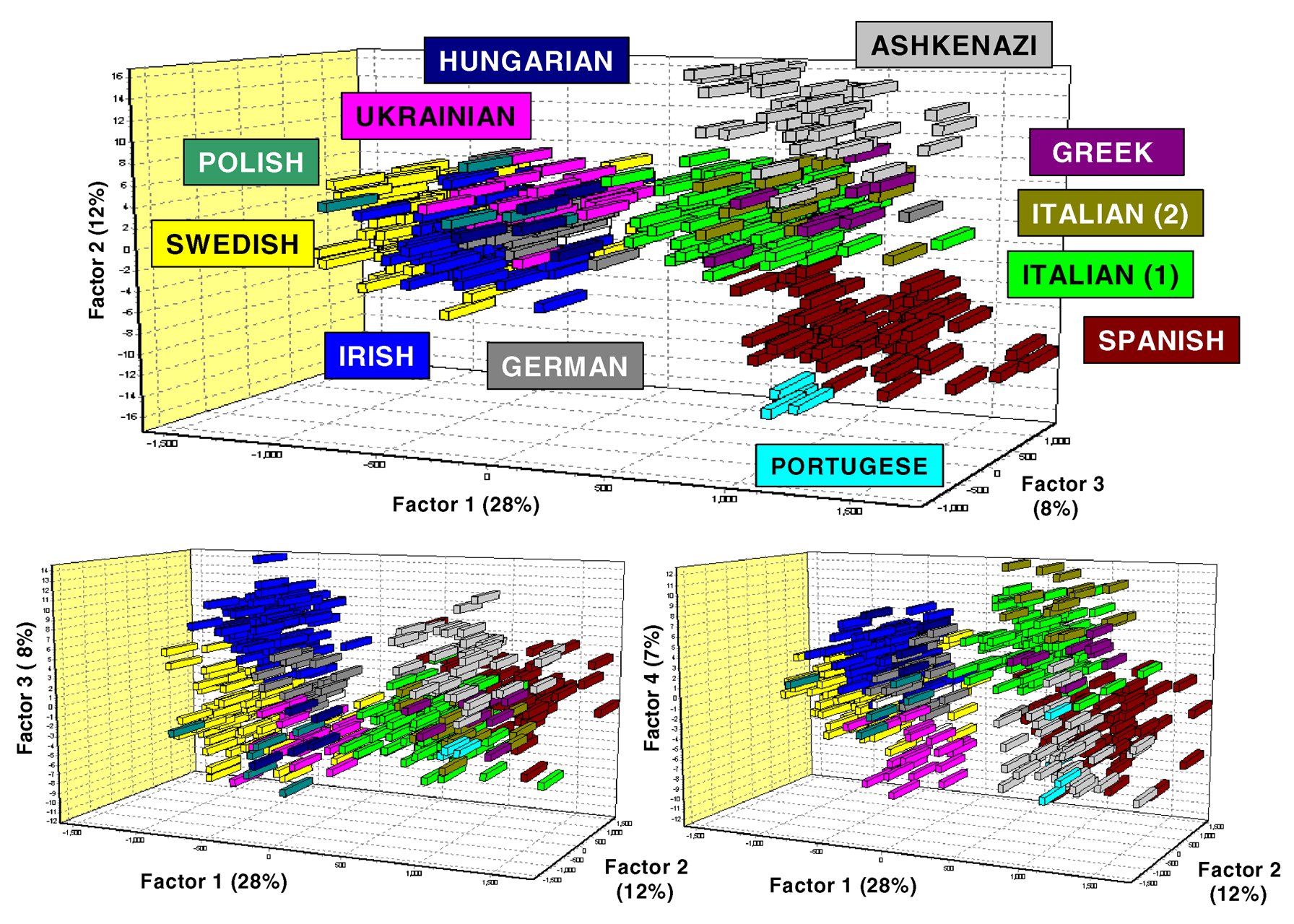
Изображение PLoS Genetics

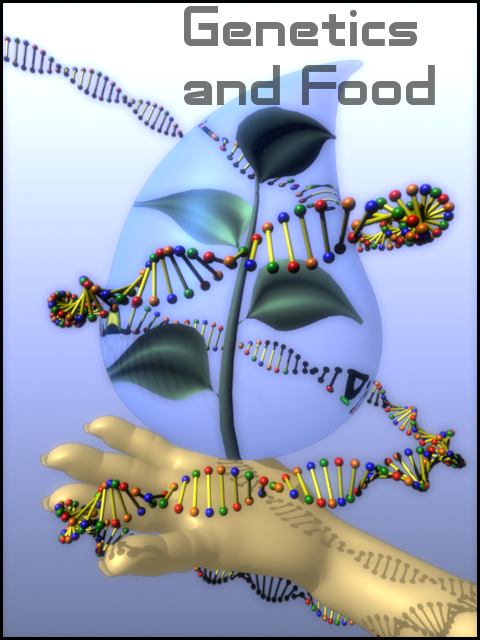

Список генетических журналов включает журналы и другие периодические издания, публикующие статьи и монографии по генетике, распределённые по алфавиту. См. также здесь.

## Избранное
По итогам 10 лет (1997—2007) по уровню цитирования (Импакт-фактор, Science Citation Index) в двадцатку самых значимых журналов в мире в категории генетика и молекулярная биология (из 135 учитываемых и более 270 имеющихся в этой области) входят следующие издания:
1. Cell
2. Science
3. Nature
4. Nature Genetics
5. Nature Reviews Molecular Cell Biology
6. Genes & Development
7. Current Opinion in Cell Biology
8. Nature Cell Biology
9. Molecular Biology of the Cell
10. Journal of Cell Biology
11. EMBO Journal
12. Trends in Cell Biology
13. American Journal of Human Genetics
14. Development
15. Genome Research
16. Proceedings of the National Academy of the USA
17. Molecular and Cellular Biology
18. Human Molecular Genetics
19. Human Gene Therapy
20. Molecular Biology of the Cell

## Б
- Биотехнология, Москва. Журнал ГосНИИгенетика.

## Г
- Генетика, Москва, 1965. Журнал Российской академии наук.
- Генетика и селекция возделываемых растений. Реферативный журнал ВИНИТИ
- Генетика и селекция микроорганизмов. Реферативный журнал ВИНИТИ
- Генетика и селекция сельскохозяйственных животных. Реферативный журнал ВИНИТИ
- Генетика человека. Реферативный журнал ВИНИТИ
- Генетика. Цитология. Реферативный журнал ВИНИТИ  (недоступная ссылка)

## М
- Молекулярная генетика, микробиология и вирусология

## Ц
- Цитология и генетика, Киев, 1967

## A
- American Journal of Human Genetics, США, 1948
- American Journal of Medical Genetics Part B: Neuropsychiatric Genetics, США, 1996
- Animal Genetics, Великобритания, 1987
- Annals of Human Genetics, Великобритания, в 1925-1954 как Annals of Eugenics
- Annual Review of Genetics (США)

## C
- Current Opinion in Genetics & Development, 1991
- Cytogenetics and Genome Research, ранее выходил под названиями Cytogenetics (1962 - 1972) и Cytogenetics and Cell Genetics (1973 - 2001).

## D
- DNA Research, издается в Токио, Япония, 1994

## E
- European Journal of Human Genetics

## G
- Gene, 1976
- Genes, Brain and Behavior, 2002
- Genetics, США, 1916
- Genome Research, США,
- Genomics, США, 1987

## H
- Hereditas, с 1920 года издаётся обществом Mendelska sällskapet i Lund (Mendelian Society of Lund).
- Heredity

## I
- International Journal of Biological Sciences
- International Journal of Medical Sciences

## J
- Journal of Genetics, основан 1910 году английскими генетиками  Уильямом Бэтсоном и Reginald Punnett, сейчас издаётся в Индии
- Journal of Heredity
- Journal of Medical Genetics

## M
- Mammalian Genome, США, 1991, журнал международного общества International Mammalian Genome Society
- Molecular Psychiatry, Великобритания, 1997

## N
- Nature Reviews Genetics
- Nature Genetics, США, 1992

## P
- PLoS Genetics, США, 2005
- Psychiatric Genetics

## T
- Theoretical and Applied Genetics
- Trends in Genetics
- Twin Research and Human Genetics, Австралия, 1998, издается International Society for Twin Studies (ISTS).

## См.также
- Генетика
- Список орнитологических журналов
- Список зоологических журналов